# Station Bardejov
Station Bardejov (Slowaaks: Železničná stanica Bardejov) is het treinstation van de Slowaakse stad Bardejov.

## Ligging
Het station is gelegen in het noordoosten van Slowakije, op een afstand van ongeveer 18 km van de Poolse grens. Het is het eindstation van de secundaire niet-geëlektrificeerde lijn Prešov – Bardejov en ligt betrekkelijk dicht bij het stedelijk centrum van Bardejov, op een afstand van ongeveer 1 km in noordoostelijke richting. Het station is geen echt kopstation, want er loopt nog een industriespoortje over de lengte van ongeveer 2 km door in noordelijke richting. 

## Geschiedenis
In Bardejov werd de spoorlijn aangelegd in 1893. Aanvankelijk was de bedoeling het station te bouwen op een afstand van 4 kilometer van het historische stadscentrum. Terwijl de lijn werd aangelegd besliste men echter om de afstand ten opzichte van het stedelijk centrum te verkorten.
Ooit had men de intentie om de spoorweg in noordelijke richting door te trekken tot Polen, maar dit werd nooit waargemaakt wegens geldgebrek.

## Lijnen
- Lijn 194: Prešov – Bardejov

## Dienstverlening
- Anno 2025 zijn er informatie- en ticketfaciliteiten.
- Vlak bij het treinstation bevindt zich een autobusstation.

## Treindienst

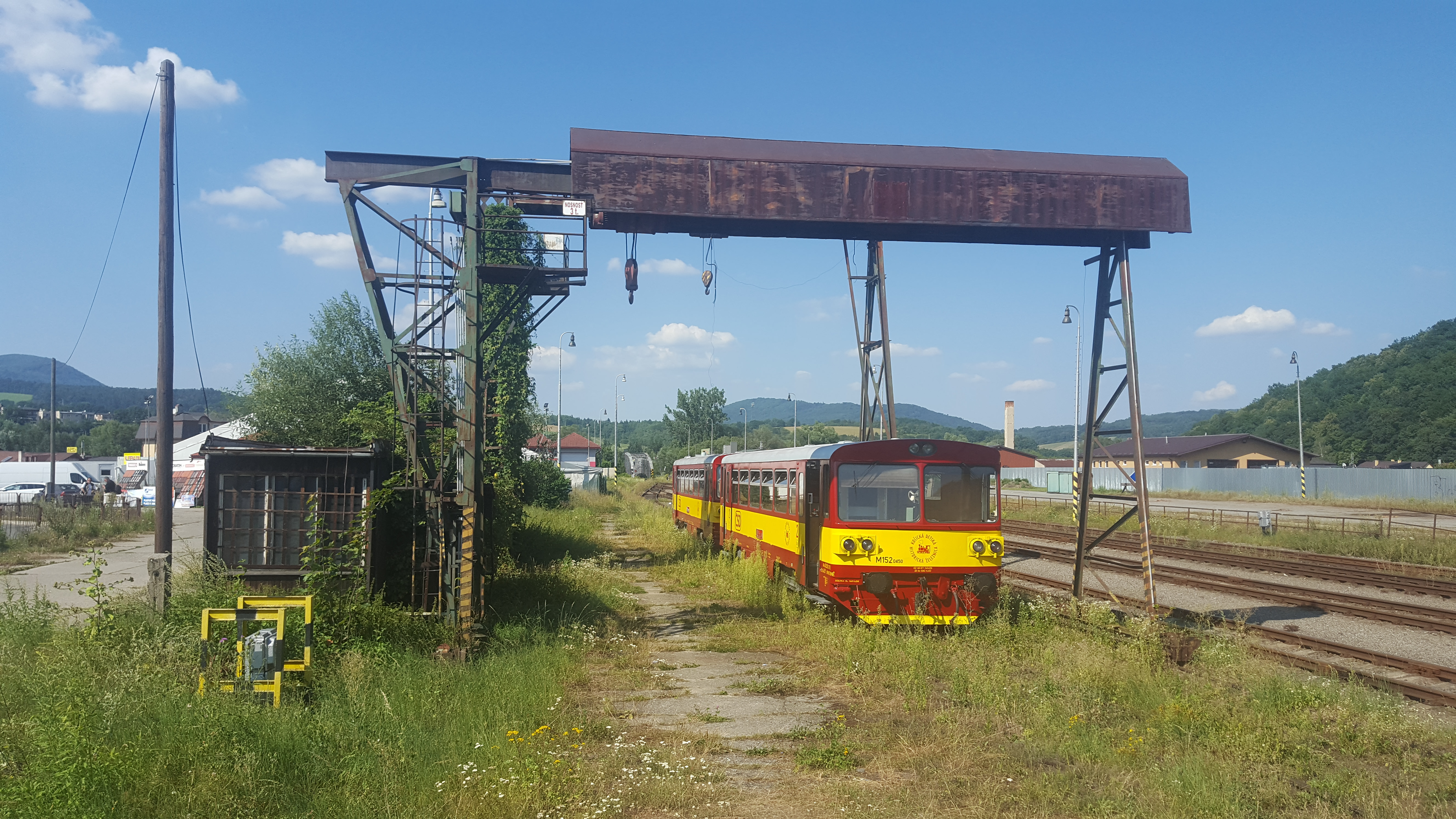
Toeristische trein van de vereniging Kinderspoorweg Košice op een goederenspoor in station Bardejov (2018).

Op de verbinding Bardejov – Prešov rijden regelmatig Os-treinen (stoptreinen).